# Gershwin Theatre
Das Gershwin Theatre ist ein Broadway-Theater in Midtown-Manhattan im Paramount-Plaza-Gebäude (222 West 51st Street). Das Theater ist nach dem Komponisten George Gershwin und seinem Bruder, dem Liedtexter Ira Gershwin, benannt. Es ist mit 1.933 Sitzplätzen das größte aller Broadway-Theater. Der Theaterraum, entworfen vom Bühnenbildner Ralph Alswang im Art-Nouveau-Stil, befindet sich in den unteren Etagen eines Bürokomplexes auf dem Gelände des historischen Capitol Theatre. Der Bau kostete ca. 12.500.000 $. Das Theater eröffnete am 28. November 1972 als Uris Theatre (benannt nach den Bauherrn Uris Brothers) mit dem Musical Via Galactica mit Hauptdarsteller Raúl Juliá. Das Musical erwies sich als ein unheilvoller Start für den Austragungsort, denn es musste nach nur sieben Aufführungen mit einem Verlust von über einer Million Dollar schließen. Von 1974 bis 1976 diente das Theater hauptsächlich als Konzertsaal für berühmte Pop- und Jazz-Musiker. Seit 1977 werden wieder laufend Musicals aufgeführt.
Die American Theater Hall of Fame befindet sich in der Lobby.
Am 5. Juni 1983, während der Verleihung der Tony Awards, wurde das Theater zu Ehren der Gershwins umgetauft.

## Bemerkenswerte Produktionen
| - 1972: Via Galactica - 1973: Seesaw; Gigi - 1974: Sammy Davis, Jr.; Andy Williams mit Michel Legrand; Johnny Mathis; Anthony Newley mit Henry Mancini; Mott the Hoople (erste Rock-Band am Broadway, unterstützt durch Queen); The 5th Dimension; Raphael - 1975: Frank Sinatra, Ella Fitzgerald und Count Basie - 1975: Fonteyn & Nureyev on Broadway mit Margot Fonteyn und Rudolf Nurejew - 1976: D’Oyly Carte Opera Company; Bing Crosby; Barry Manilow; Paul Anka; Al Green with Ashford & Simpson; Operetten von Gilbert und Sullivan - 1977: The King and I - 1979: Sweeney Todd - 1981: The Pirates of Penzance; Annie - 1983: Show Boat | - 1984: Shirley MacLaine; Patti LaBelle - 1985: Singin’ In The Rain - 1987: Starlight Express - 1989: Meet Me in St. Louis - 1990: Fiddler on the Roof (Anatevka) - 1993: Raffi - 1995: Show Boat - 1997: Candide; 1776 - 2000: Riverdance - 2002: Oklahoma! - 2003: Wicked |

## Kommerzieller Rekord
Das Blockbuster-Musical Wicked spielte in der Woche bis zum 2. Januar 2011 in nur acht Aufführungen 2.228.235 $ ein. Dies war das höchste Einspielergebnis in einer Woche für ein Musical in der Geschichte der Broadway-Theater.